# Daniela Mardari
Daniela Mardari (n. 2 iunie 2001, Republica Moldova) este o fotbalistă din Republica Moldova care joacă în poziția de fundaș și mijlocaș la clubul spaniol Rayo Vallecano⁠(d) din Segunda Federación⁠(d) (divizia secundă spaniolă) și la echipa națională a Moldovei.

## Carieră
Mardari face parte din echipa națională de fotbal feminin a Moldovei, jucând în calificările Campionatului European de Fotbal Feminin 2022.

### Goluri în meciuri internaționale
| Nr. | Dată              | Loc                                      | Adversar | Scor | Rezultat | Competiție                                             |
| --- | ----------------- | ---------------------------------------- | -------- | ---- | -------- | ------------------------------------------------------ |
| 1.  | 16 februarie 2022 | Stadionul Hibernians⁠(d), Paola⁠(d), Malta | Malta    | 1–1  | 1–3      | Turneul internațional de fotbal feminin din Malta 2022 |